# Barack (conhaque)

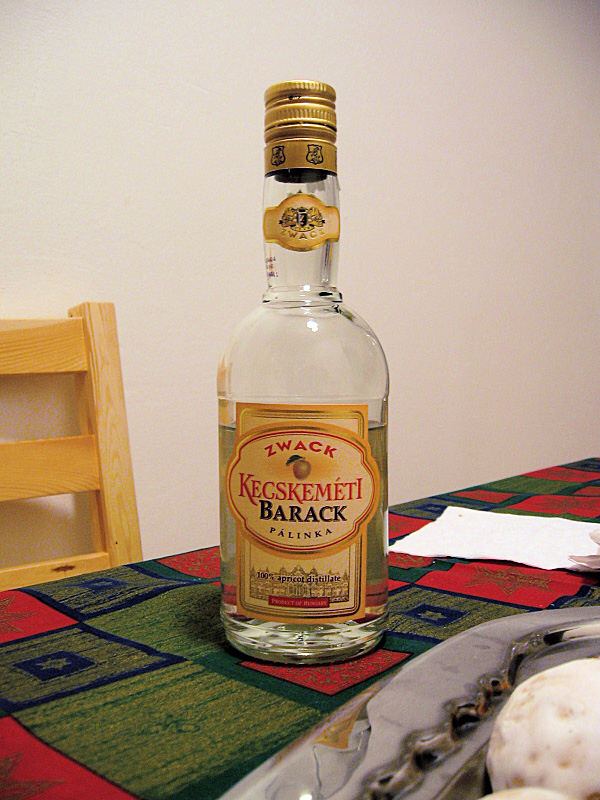
Uma garrafa de Barack.

Barack (pronuncia-se BUH-ruhtsk) é um tipo de conhaque húngaro feito de damascos.